# William Cairns
William Wellington Cairns, KCMG (Belfast, 3 marzo 1828 – Londra, 7 luglio 1888), è stato un politico britannico che ha ricoperto vari incarichi di servizio civile coloniale nell'Impero britannico.

## Biografia
Nato a Belfast il 3 marzo 1828, venne nominato governatore del Queensland nel gennaio 1875. Ricoprì l'incarico per due anni prima di diventare Amministratore dell'Australia Meridionale nel 1877. Successivamente tornò in Inghilterra, dove morì a Londra il 7 luglio 1888.